# 1. Spielklasse 1937
Die Spielzeit 1937 war die 6. reguläre Spielzeit der 1. Spielklasse im Schweizer Feldhandball.

## Modus
Auf Grund der Umstellung der Saison über den Winter 1936/37 zu einer Saison in einem Kalenderjahr, hatte die Saison 1937 nur die Herbstrunde. Daher spielten die Mannschaften nur ein Spiel gegeneinander.
Die dreizehn Mannschaften wurden in eine Sechs- und Fünfergruppe eingeteilt. Die Gewinner spielten gegeneinander im Finale um den Schweizermeister.

## Regionalrunde
| Pl.                                |  | Verein                           | Sp. | S | U | N | Tore    | Diff. | Punkte |
| ---------------------------------- |  | -------------------------------- | --- | - | - | - | ------- | ----- | ------ |
| 1.                                 |  | GG Bern                          | 5   | 4 | 1 | 0 | 038:240 | +14   | 09:10  |
| 2.                                 |  | Abstinenten-Turnverein Basel (M) | 5   | 4 | 0 | 1 | 059:260 | +33   | 08:20  |
| 3.                                 |  | ST Bern                          | 5   | 3 | 1 | 1 | 044:270 | +17   | 07:30  |
| 4.                                 |  | TV Kaufleute Basel               | 5   | 2 | 0 | 3 | 029:390 | −10   | 04:60  |
| 5.                                 |  | TV Länggasse Bern                | 5   | 0 | 1 | 4 | 024:500 | −26   | 01:90  |
| 6.                                 |  | TV Solothurn                     | 5   | 0 | 1 | 4 | 023:510 | −28   | 01:90  |
| Quelle: , Stand: 22. November 1937 |  |                                  |     |   |   |   |         |       |        |

| Zum Regionalrundeende 1937: |                                             |
|                             |                                             |
|                             | Qualifikation für das Finale                |
|                             | Direkter Abstieg in die 2. Spielklasse 1938 |
|                             |                                             |
| Zum Saisonende 1936:        |                                             |
| (M)                         | Schweizer Meister                           |

| Pl.                                                           |  | Verein                  | Sp. | S | U | N | Tore    | Diff. | Punkte |
| ------------------------------------------------------------- |  | ----------------------- | --- | - | - | - | ------- | ----- | ------ |
| 1.                                                            |  | HC Amicitia             | 6   | 5 | 0 | 1 | 050:360 | +14   | 010:20 |
| 2.                                                            |  | TV Kleinbasel           | 6   | 3 | 1 | 2 | 050:410 | +9    | 07:50  |
| 3.                                                            |  | TV Unterstrass          | 6   | 3 | 0 | 3 | 037:380 | −1    | 06:60  |
| 4.                                                            |  | Grasshopper Club Zürich | 6   | 2 | 1 | 3 | 043:420 | +1    | 05:70  |
| 5.                                                            |  | TV Kaufleute Zürich     | 6   | 2 | 1 | 3 | 041:450 | −4    | 05:70  |
| 6.                                                            |  | SC Rotweiss Basel       | 6   | 2 | 1 | 3 | 036:450 | −9    | 05:70  |
| 7.                                                            |  | STV Winterthur          | 6   | 2 | 0 | 4 | 041:510 | −10   | 04:80  |
| Quelle: & Spiel Winterthur–Amicitia, Stand: 19. Dezember 1937 |  |                         |     |   |   |   |         |       |        |

| Zum Regionalrundeende 1937: |                                             |
|                             |                                             |
|                             | Qualifikation für das Finale                |
|                             | Direkter Abstieg in die 2. Spielklasse 1938 |

## Finale

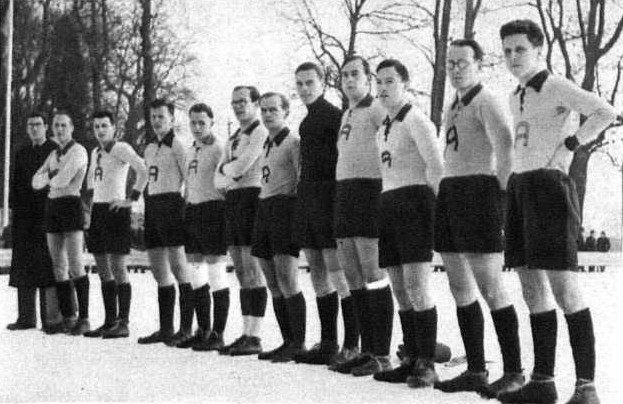
Mannschaft des HC Amicitia Zürich

| GG Bern                                                                | GG Bern | HC Amicitia Zürich | HC Amicitia Zürich |
| ---------------------------------------------------------------------- | --- | --- | ------------------ |
| GG Bern                                                                | \| Finale[4] \| \| Sonntag, 12. Dezember 1937 am Vormittag in Bern (Sportplatz Riedstern) \| \| Ergebnis: 6:7 (3:4) \| | \| Finale[4] \| \| Sonntag, 12. Dezember 1937 am Vormittag in Bern (Sportplatz Riedstern) \| \| Ergebnis: 6:7 (3:4) \| | HC Amicitia Zürich |
| GG Bern                                                                | 1:2 (Freistoß) Glatthard 2:2 Rudolf Morgenthaler 3:4 Arm 4:4 Robert Morgenthaler 5:4 Robert Morgenthaler 6:7 Arm       | 0:1 (Freistoß) 0:2 (Freistoß) 2:3 Fiertz 2:4 Fiertz 5:5 (Freistoß) Fiertz 5:6 Fiertz 5:7 Fiertz                        | HC Amicitia Zürich |
| Finale                                                                 | | |                    |
| Sonntag, 12. Dezember 1937 am Vormittag in Bern (Sportplatz Riedstern) | | |                    |
| Ergebnis: 6:7 (3:4)                                                    | | |                    |